# Abdou Diallo
Pour les articles homonymes, voir Diallo.
Abdou Lakhad Diallo, né le 4 mai 1996 à Tours (Indre-et-Loire), est un footballeur international sénégalais qui évolue au poste de défenseur central à Al-Arabi SC.
Formé dans différents clubs dont l'Angoulême CFC puis le Tours FC, c'est à l'AS Monaco que Diallo termine sa formation et signe professionnel. Il part gagner du temps de jeu en prêt au SV Zulte Waregem puis quitte la Principauté malgré le titre de champion de France 2017, pour gagner du temps de jeu. Il s'engage avec le FSV Mayence et se fait remarquer en Bundesliga. Le Borussia Dortmund le recrute au bout d'un an et Diallo s'impose dans ce club jouant la Ligue des champions de l'UEFA. Après une seule saison, il fait son retour en France et signe au Paris Saint-Germain.
Abdou Diallo ouvre son palmarès en 2017 avec le titre de champion de France gagné par l'AS Monaco. Avec le Borussia Dortmund, il est vice-champion d'Allemagne 2019.
Sur le plan international, Diallo est convoqué dans chaque catégorie jeune des sélections françaises, des U16 jusqu'à être capitaine des Espoirs.

## Biographie

### Enfance et formation
Né à Tours, Abdou Diallo grandit dans le quartier du Sanitas où il côtoie Adam Ounas. Commençant le football très tôt, il est formé au FC Grand Font et à l'AS Angoulême Charente, devenue entre-temps l’ACFC, de 2003 à 2007 alors qu’il a entre sept et onze ans. Avec ses coéquipiers du centre de formation monégasque  Dylan Bahamboula, Anthony De Freitas et Lounisse Merzouk, il raconte ses premières années en jeune et pro dans un livre rédigé pendant le confinement et sorti en mai 2021 Le Coup d'envoi de nos rêves,,.
Il rejoint ensuite le Tours FC puis l’AS Monaco, où il termine sa formation. Il signe son premier contrat professionnel dans son club formateur.

### Débuts avec l'AS Monaco (2014-2017)
Formé à l'AS Monaco, Abdou Diallo fait ses débuts en équipe première le 14 décembre 2014, lors d'une victoire 1-0 contre l'Olympique de Marseille. Le jeune défenseur s’entraîne avec l’équipe première et apparaît souvent sur les feuilles de match, mais il n’a pas le temps de jeu qu’il souhaite. Diallo doit se frotter à une forte concurrence au poste de défenseur : dans l’axe avec Aymen Abdennour et Ricardo Carvalho, et à gauche avec l’émergence de Layvin Kurzawa. Il dispute huit matchs en équipe première toutes compétitions confondues lors de l’exercice 2014-2015. Abdou décide alors d’aller trouver du temps de jeu ailleurs.
En juin 2015, il est prêté pour une saison au club belge du SV Zulte Waregem. Lors de la saison 2015-2016, Diallo prend de l’expérience en trouvant sa place dans l'équipe-type du club. Il joue 35 matchs et inscrit trois buts sous les couleurs des verts et rouges.
De retour en Principauté pour la saison 2016-2017, il remporte le titre de champion de France avec l'ASM mais joue très peu. Le défenseur n’entre toujours pas dans les plans de Leonardo Jardim, barré par la paire Jemerson – Kamil Glik dans l’axe, mais aussi par Andrea Raggi. Sur le côté gauche, Benjamin Mendy lui est préféré. Il ne dispute que onze matchs et demande son départ à l’issue de la saison pour trouver un club qui lui donnera plus de minutes pour progresser.

### Confirmation en Allemagne (2017-2019)
Il quitte son club formateur le 14 juillet 2017 pour s'engager avec le FSV Mayence 05. Le numéro 4 est titulaire dans l'équipe de Sandro Schwarz et joue trente matchs. Aligné en défense centrale mais aussi en tant que latéral gauche, Abdou Diallo impressionne les observateurs allemands. Kicker Sportmagazin, média de référence en Allemagne, le cite à six reprises dans son équipe-type de la semaine, record pour un défenseur cette saison-là. Les bonnes performances du Français poussent de grands clubs tels que l'Olympique lyonnais et le Borussia Dortmund à s’intéresser à son profil.

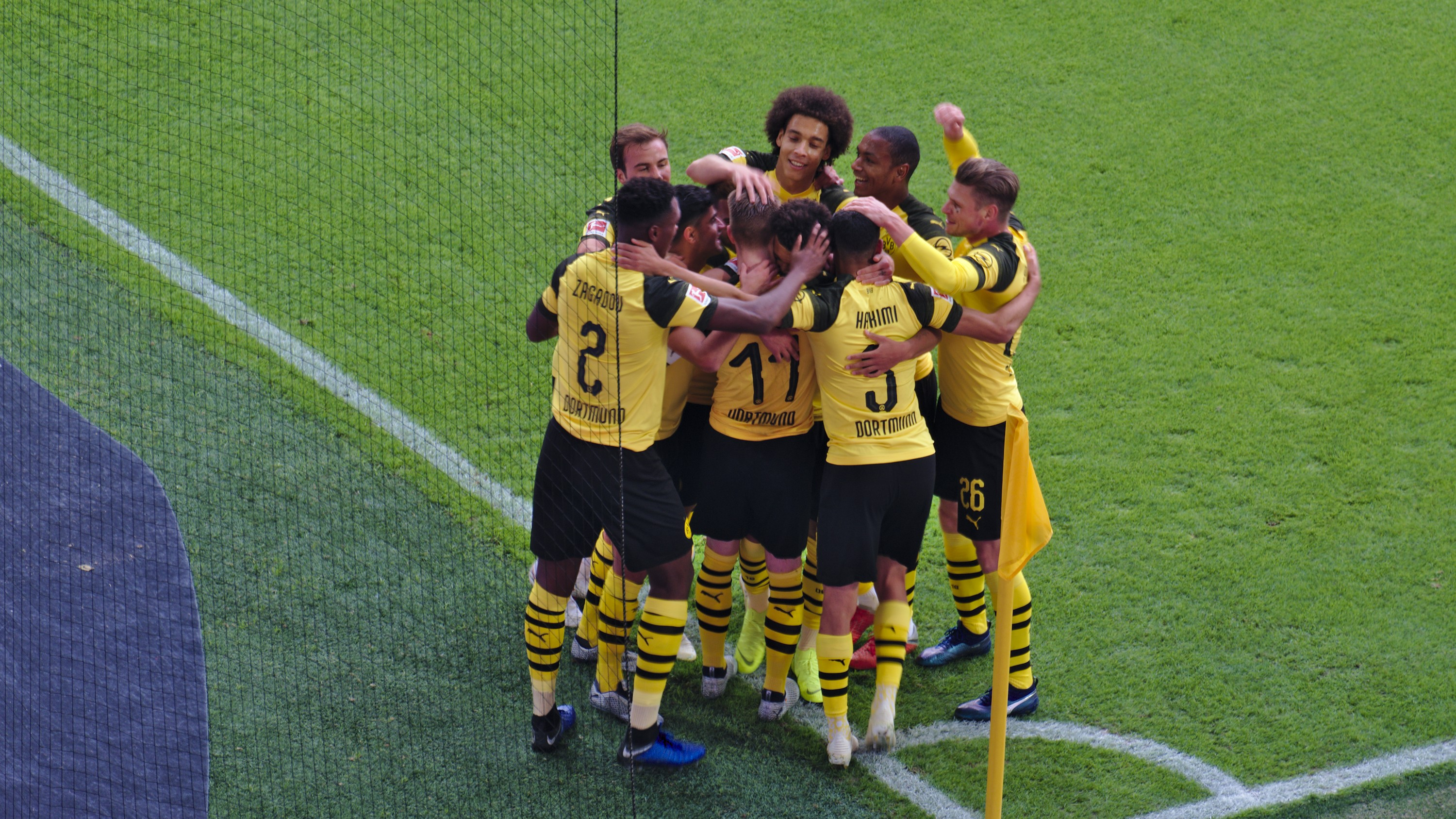
Diallo (en h. à d.) fêtant un but avec Dortmund.

Abdou Diallo opte pour le Borussia Dortmund lors du mercato estival 2018. Le montant du transfert est estimé à 28 M€. Il est un pilier du système de Lucien Favre et dispute 38 matchs avec le Borussia, dont sept en Ligue des champions. À l'été 2019, à la suite du retour de Mats Hummels à Dortmund, Diallo craint de voir son temps de jeu se réduire et quitte le club.

### Retour en France au Paris SG (2019-2022)
Le 16 juillet 2019, il s'engage avec le Paris Saint-Germain pour cinq ans avec un transfert d'environ 32 millions d'euros et porte le numéro 22. Il joue son premier match en amical contre le FC Nuremberg (nul 1-1) où il rentre à la 35e minute de jeu à la place de Thomas Meunier. Recrue la plus chère du mercato estival parisien en 2019, il délivre sa première passe décisive à Neymar qui marque un but sublime contre le RC Strasbourg le 14 septembre 2019. 
Diallo est troisième dans la rotation du PSG avant de se blesser à deux reprises, d'abord à la cuisse gauche contre Amiens le 21 décembre puis à la cuisse droite après le match contre Montpellier le 1er février 2020. Cette deuxième blessure intervient lors d'une séance nocturne des joueurs n'ayant pas joué la rencontre. Victime de douleurs dorsales, il est soutenu par le directeur sportif du club Leonardo dans cette période creuse jusqu'à l'arrêt de la saison à cause de la pandémie de Covid-19.

### Prêt d'un an au RB Leipzig puis départ pour le Qatar (depuis 2022)
Le 1er septembre 2022, il est prêté pour une saison au RB Leipzig avec lequel il dispute 15 matchs et inscrit 1 but. 
À la fin de la saison, il retourne au Paris Saint-Germain qu'il quitte définitivement quelques jours plus tard en faveur du Al-Arabi SC, paraphant un contrat de quatre ans contre une indemnité de transfert de 15 millions d'euros.

### En sélection

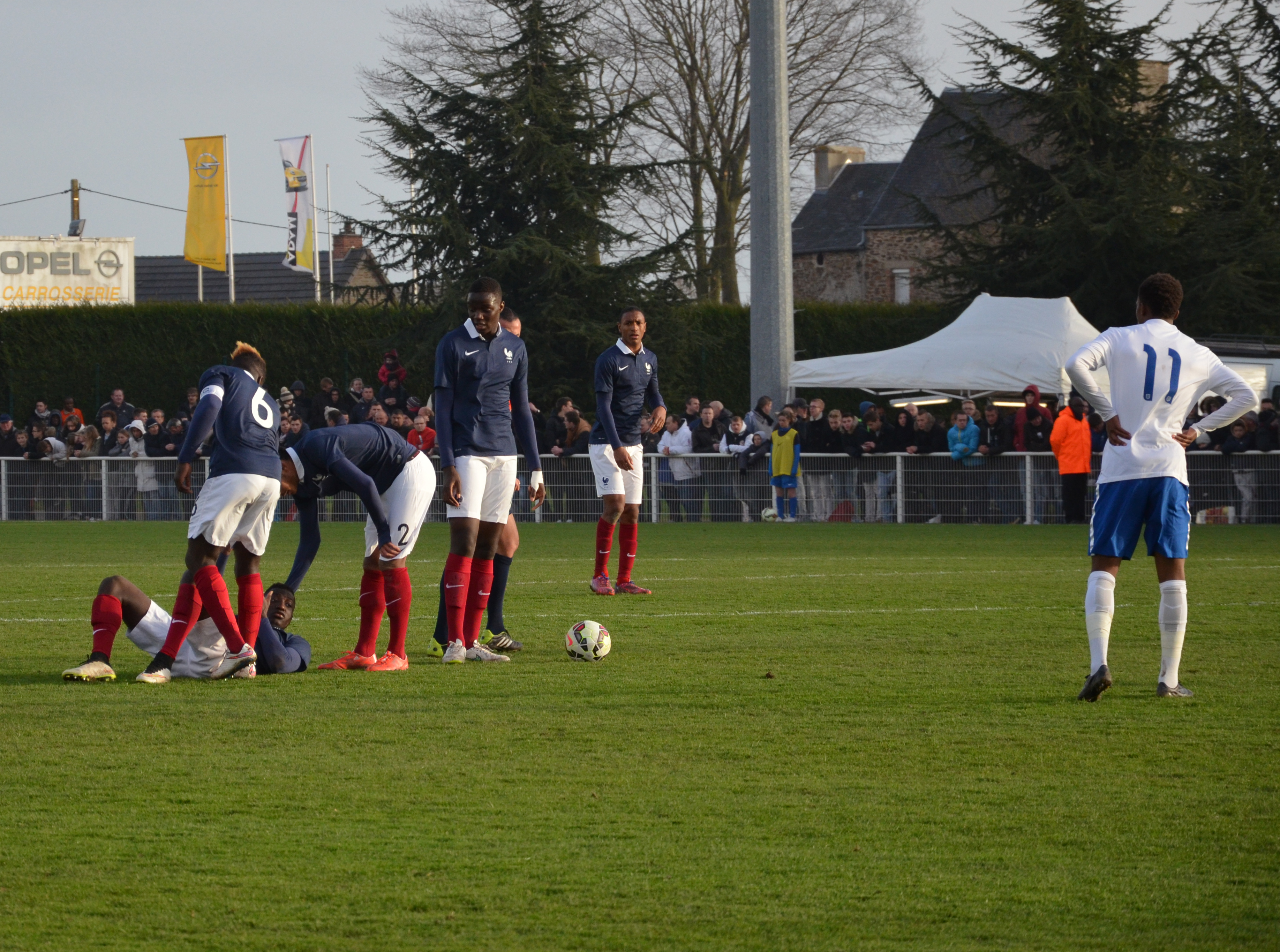
Diallo (en bleu le plus à d.) avec les U19 français en mars 2015.

#### France jeunes
International français dans toutes les catégories jeunes, il participe au championnat d'Europe des moins de 19 ans 2015 organisé en Grèce. La France atteint les demi-finales de la compétition, en étant battue par l'Espagne.
Il joue aussi la même année deux matchs avec l'équipe de France espoirs en novembre 2015, face à l'Irlande du Nord et face à la Macédoine,.
En 2019, Diallo est capitaine des Espoirs. Il déclare forfait et refuse sa sélection par Sylvain Ripoll pour l'Euro espoirs 2019. Le joueur doit alors subir une opération « prévue de longue date » dont il n’a jamais révélé la nature en public. Abdou Diallo déclare « Ça dépasse le cadre du foot. C’est très important pour ma vie d’homme. (...) Je pense avoir été droit et honnête (envers la sélection). (...) Je n’ai pas raté l’Euro pour des vacances ». Le défenseur ajoute qu’il pense alors « avoir le niveau » pour être appelé par Didier Deschamps.

#### Sénégal
Le 17 mars 2021, Abdou Diallo est convoqué pour la première fois en sélection avec le Sénégalpar Aliou Cissé. Le 26 mars 2021, il fête sa première sélection en étant titularisé face au Congo pour les éliminatoires de la CAN 2022.  Il dispute sa première compétition internationale lors de la Coupe d'Afrique des nations 2021, qu'il remporte face à l'Égypte. Le 11 novembre 2022, il est sélectionné par Aliou Cissé pour participer à la Coupe du monde 2022. Le 29 décembre 2023, il est retenu dans la liste des vingt-sept joueurs sénégalais sélectionnés par Aliou Cissé pour disputer la Coupe d'Afrique des nations 2023.

## Style de jeu
Diallo est réputé pour son fort tempérament sur et en dehors des terrains. Défenseur central pouvant dépanner comme arrière gauche, Abdou possède des qualités techniques et un jeu de passe supérieurs à la moyenne. Il sait réaliser la bonne transmission de balle pour relancer son équipe vers l’avant et casser les lignes de joueurs adverses. C’est également un joueur intelligent, qui anticipe les passes adverses et les déplacements de ses coéquipiers pour ajuster une passe. C’est aussi un joueur rapide, physique et fort dans les duels.

## Statistiques
| Saison                | Club                    | Championnat           | Championnat | Championnat | Championnat | Coupe nationale | Coupe nationale | Coupe nationale | Coupe de la Ligue | Coupe de la Ligue | Coupe de la Ligue | Supercoupe | Supercoupe | Supercoupe | Compétition(s) continentale(s) | Compétition(s) continentale(s) | Compétition(s) continentale(s) | Compétition(s) continentale(s) | Total | Total | Total |
| Saison                | Club                    | Division              | M.          | B.          | P.d.        | M.              | B.              | P.d.            | M.                | B.                | P.d.              | M.         | B.         | P.d.       | Comp.                          | M.                             | B.                             | P.d.                           | M.    | B.    | P.d.  |
| 2014-2015             | AS Monaco               | Ligue 1               | 5           | 0           | 0           | 1               | 0               | 0               | 2                 | 0                 | 0                 | -          | -          | -          | C1                             | -                              | -                              | -                              | 8     | 0     | 0     |
| 2016-2017             | AS Monaco               | Ligue 1               | 5           | 0           | 0           | 4               | 0               | 1               | 1                 | 0                 | 0                 | -          | -          | -          | C1                             | 1                              | 0                              | 0                              | 11    | 0     | 1     |
| Sous-total            | Sous-total              | Sous-total            | 10          | 0           | 0           | 5               | 0               | 1               | 3                 | 0                 | 0                 | 0          | 0          | 0          | -                              | 1                              | 0                              | 0                              | 19    | 0     | 1     |
| 2015-2016             | SV Zulte Waregem (prêt) | Jupiler PL            | 33          | 3           | 0           | 2               | 0               | 0               | -                 | -                 | -                 | -          | -          | -          | -                              | -                              | -                              | -                              | 35    | 3     | 0     |
| 2017-2018             | FSV Mayence             | Bundesliga            | 27          | 2           | 1           | 3               | 1               | 0               | -                 | -                 | -                 | -          | -          | -          | -                              | -                              | -                              | -                              | 30    | 3     | 1     |
| 2018-2019             | Borussia Dortmund       | Bundesliga            | 28          | 1           | 1           | 3               | 0               | 0               | -                 | -                 | -                 | -          | -          | -          | C1                             | 7                              | 0                              | 0                              | 38    | 1     | 1     |
| 2019-2020             | Paris Saint-Germain     | Ligue 1               | 16          | 0           | 1           | 1               | 0               | 0               | 2                 | 0                 | 0                 | 1          | 0          | 0          | C1                             | 3                              | 0                              | 0                              | 23    | 0     | 1     |
| 2020-2021             | Paris Saint-Germain     | Ligue 1               | 22          | 0           | 1           | 5               | 0               | 0               | -                 | -                 | -                 | 1          | 0          | 0          | C1                             | 8                              | 0                              | 1                              | 36    | 0     | 2     |
| 2021-2022             | Paris Saint-Germain     | Ligue 1               | 12          | 0           | 1           | 1               | 0               | 0               | -                 | -                 | -                 | 1          | 0          | 0          | C1                             | 2                              | 0                              | 0                              | 16    | 0     | 1     |
| Sous-total            | Sous-total              | Sous-total            | 50          | 0           | 3           | 7               | 0               | 0               | 2                 | 0                 | 0                 | 3          | 0          | 0          | -                              | 13                             | 0                              | 1                              | 75    | 0     | 4     |
| 2022-2023             | RB Leipzig (prêt)       | Bundesliga            | 8           | 1           | 0           | 2               | 0               | 0               | -                 | -                 | -                 | -          | -          | -          | C1                             | 5                              | 0                              | 0                              | 15    | 1     | 0     |
| Sous-total            | Sous-total              | Sous-total            | 8           | 1           | 0           | 2               | 0               | 0               | 0                 | 0                 | 0                 | 0          | 0          | 0          | -                              | 5                              | 0                              | 0                              | 15    | 1     | 0     |
| 2023-2024             | Al-Arabi SC             | QSL                   | 20          | 1           | 0           | 1               | 0               | 0               | 2                 | 1                 | 0                 | -          | -          | -          | C1                             | 2                              | 0                              | 0                              | 25    | 2     | 0     |
| 2024-2025             | Al-Arabi SC             | QSL                   | 9           | 0           | 0           | 1               | 0               | 0               | 2                 | 1                 | 0                 | -          | -          | -          | C2                             | 2                              | 0                              | 0                              | 14    | 1     | 0     |
| Sous-total            | Sous-total              | Sous-total            | 29          | 1           | 0           | 1               | 0               | 0               | 2                 | 1                 | 0                 | 0          | 0          | 0          | -                              | 4                              | 0                              | 0                              | 36    | 2     | 0     |
| Total sur la carrière | Total sur la carrière   | Total sur la carrière | 194         | 8           | 5           | 25              | 2               | 1               | 5                 | 0                 | 0                 | 3          | 0          | 0          | -                              | 29                             | 0                              | 1                              | 256   | 10    | 7     |

### En équipe nationale
| Saison                | Sélection             | Phases finales        | Phases finales | Phases finales | Phases finales | Éliminatoires | Éliminatoires | Éliminatoires | Matchs amicaux | Matchs amicaux | Matchs amicaux | Total | Total | Total |
| Saison                | Sélection             | Compétition           | M              | B              | Pd             | M             | B             | Pd            | M              | B              | Pd             | M     | B     | Pd    |
| --------------------- | --------------------- | --------------------- | -------------- | -------------- | -------------- | ------------- | ------------- | ------------- | -------------- | -------------- | -------------- | ----- | ----- | ----- |
| 2020-2021             | Sénégal               | -                     | -              | -              | -              | 1             | 0             | 0             | 2              | 0              | 0              | 3     | 0     | 0     |
| 2021-2022             | Sénégal               | CAN 2021              | 7              | 1              | 0              | 7             | 1             | 0             | -              | -              | -              | 14    | 2     | 0     |
| 2022-2023             | Sénégal               | -                     | -              | -              | -              | -             | -             | -             | 1              | 0              | 0              | 1     | 0     | 0     |
| Total sur la carrière | Total sur la carrière | Total sur la carrière | 7              | 1              | 0              | 8             | 1             | 0             | 3              | 0              | 0              | 18    | 2     | 0     |

## Palmarès
|  | Sénégal - Coupe d'Afrique des nations - Champion : 2021 | AS Monaco - Ligue 1 - Champion : 2017 | Borussia Dortmund - Bundesliga - Vice-champion : 2019 | Paris Saint-Germain - Ligue 1 - Champion : 2020 et 2022 - Vice-champion : 2021 - Coupe de la Ligue - Vainqueur : 2020 - Coupe de France : - Vainqueur : 2020 et 2021 - Trophée des champions - Vainqueur : 2019 et 2020 - Finaliste : 2021 - Ligue des champions - Finaliste : 2020 | RB Leipzig - Coupe d'Allemagne - Vainqueur : 2023. | Al-Arabi SC - Coupe Sheikh Jassem du Qatar - Vainqueur : 2024. |

## Filmographie
- 2024 : Numéro 10 de David Diane : lui-même